# Skjervøy
Skjervøy (nordsamisch Skiervá, kvenisch Kierua) ist eine Kommune im norwegischen Fylke Troms. Die Kommune hat 2784 Einwohner (Stand: 1. Januar 2025) und liegt nordöstlich von Tromsø. Verwaltungssitz ist der gleichnamige Ort Skjervøy.

## Geografie

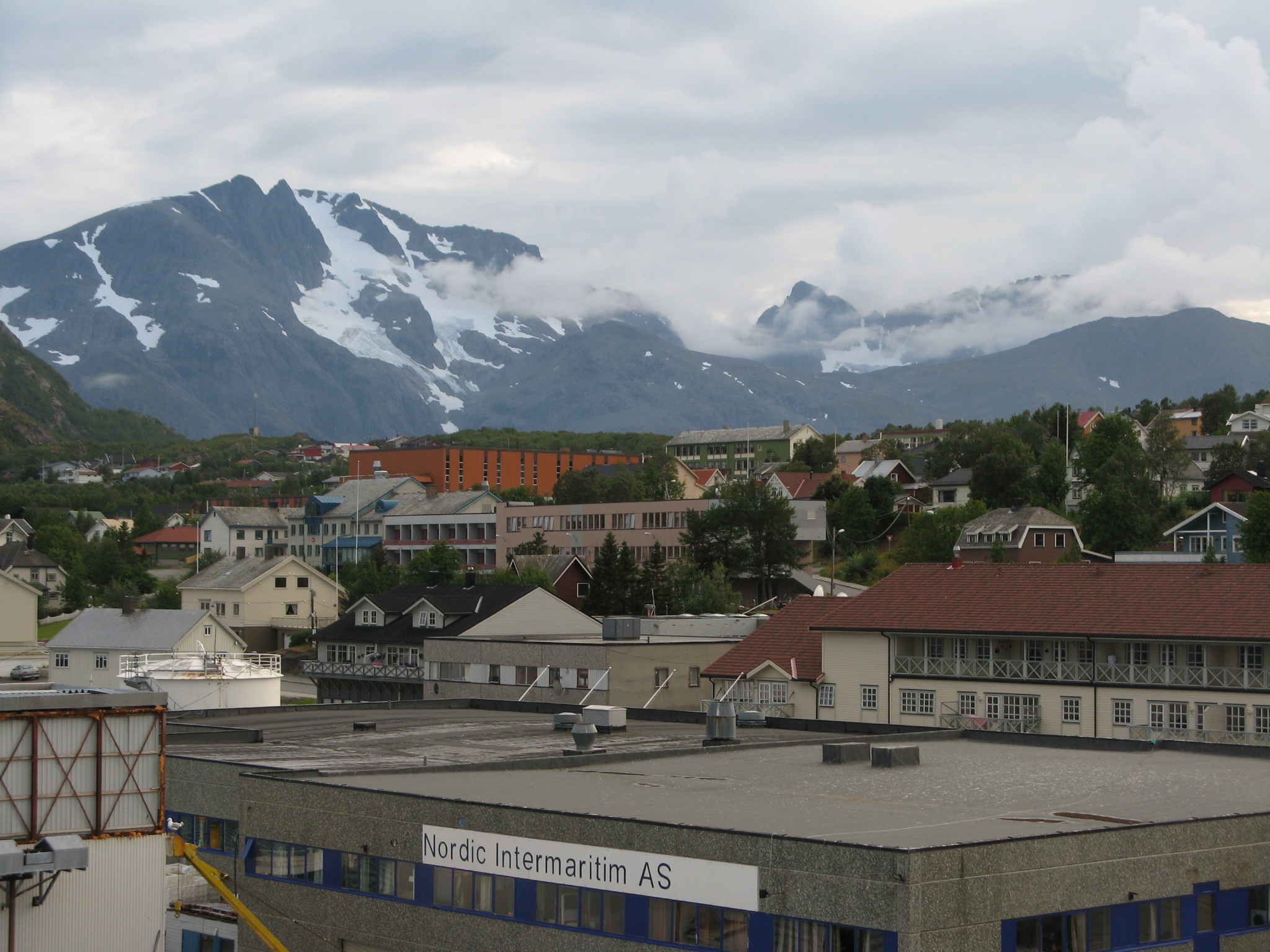
Blick auf die Ortschaft Skjervøy

Skjervøy ist eine Inselkommune an der norwegischen Nordwestküste. Die Kommune verteilt sich über mehrere Inseln. Die größte ist im Norden die Insel Arnøya (nordsamisch Árdni) mit einer Fläche von rund 275 km². Südlich davon befindet sich die Insel Kågen (nordsamisch Gávvir) mit etwa 85 km² und südlich davon wiederum die Uløya. Von dieser gehört nur der nördliche Teil zur Kommune Skjervøy, der südliche zur Nachbarkommune Nordreisa. Weitere größere Inseln in der Kommune sind die Laukøya sowie die Skjervøya (nordsamisch Skiervá). Auf letzterer liegt an der Bucht Vågen an der Ostküste die Ortschaft Skjervøy.
Die Grenze zu Nordreisa auf der Insel Uløya ist die einzige Landgrenze der Kommune. In dem im Osten von Skjervøy gelegenen Fjord Kvænangen (nordsamisch Návuonna) besteht im Norden eine Grenze zu Loppa und südlich davon zur Kommune Kvænangen. Südlich von dieser Grenze befindet sich die zur Kommune Nordreisa, die teils in der Meerenge Maursundet und teils auf der Uløya verläuft. Im Südosten verläuft im Lyngenfjord eine Grenze zur Kommune Lyngen. Im Westen der Kommune Skjervøy befindet sich im Fugløysundet zudem eine Meeresgrenze zur Kommune Karlsøy. Die Gesamtfläche der Kommune beträgt 474 km², wobei Binnengewässer zusammen 8,68 km² ausmachen.
Die meisten Inseln Skjervøys sind stark von bergigem Terrain geprägt und auf mehreren Inseln befinden sich Berge mit Höhen von über 1000 moh. Die Erhebung Store Kågtinden auf der Insel Kågen stellt mit einer Höhe von 1229,67 moh. den höchsten Punkt der Kommune Skjervøy dar.

## Einwohner
Der Großteil der Einwohner der Kommune leben auf der Insel Skjervøya, wo sich auch die Ortschaft Skjervøy befindet. Bis in die 1980er-Jahre wuchs die Zahl der Einwohner der Gemeinde an. Anschließend begann sie einige Zeit zurückzugehen, bevor sie sich um die Jahrtausendwende wieder stabilisierte. Skjervøy ist der einzige sogenannte Tettsted, also die einzige Ansiedlung, die für statistische Zwecke als eine Ortschaft gewertet wird. Zum 1. Januar 2024 lebten dort 2457 Einwohner.
Die Einwohner der Gemeinde werden Skjervøyværing genannt. Offizielle Schriftsprache ist Bokmål, also die weiter verbreitete der beiden norwegischen Sprachformen.
| Jahr          | 1986 | 1990 | 1995 | 2000 | 2005 | 2010 | 2015 | 2020 | 2025 |
| ------------- | ---- | ---- | ---- | ---- | ---- | ---- | ---- | ---- | ---- |
| Einwohnerzahl | 3320 | 3082 | 3081 | 2934 | 3003 | 2881 | 2895 | 2927 | 2784 |

## Geschichte

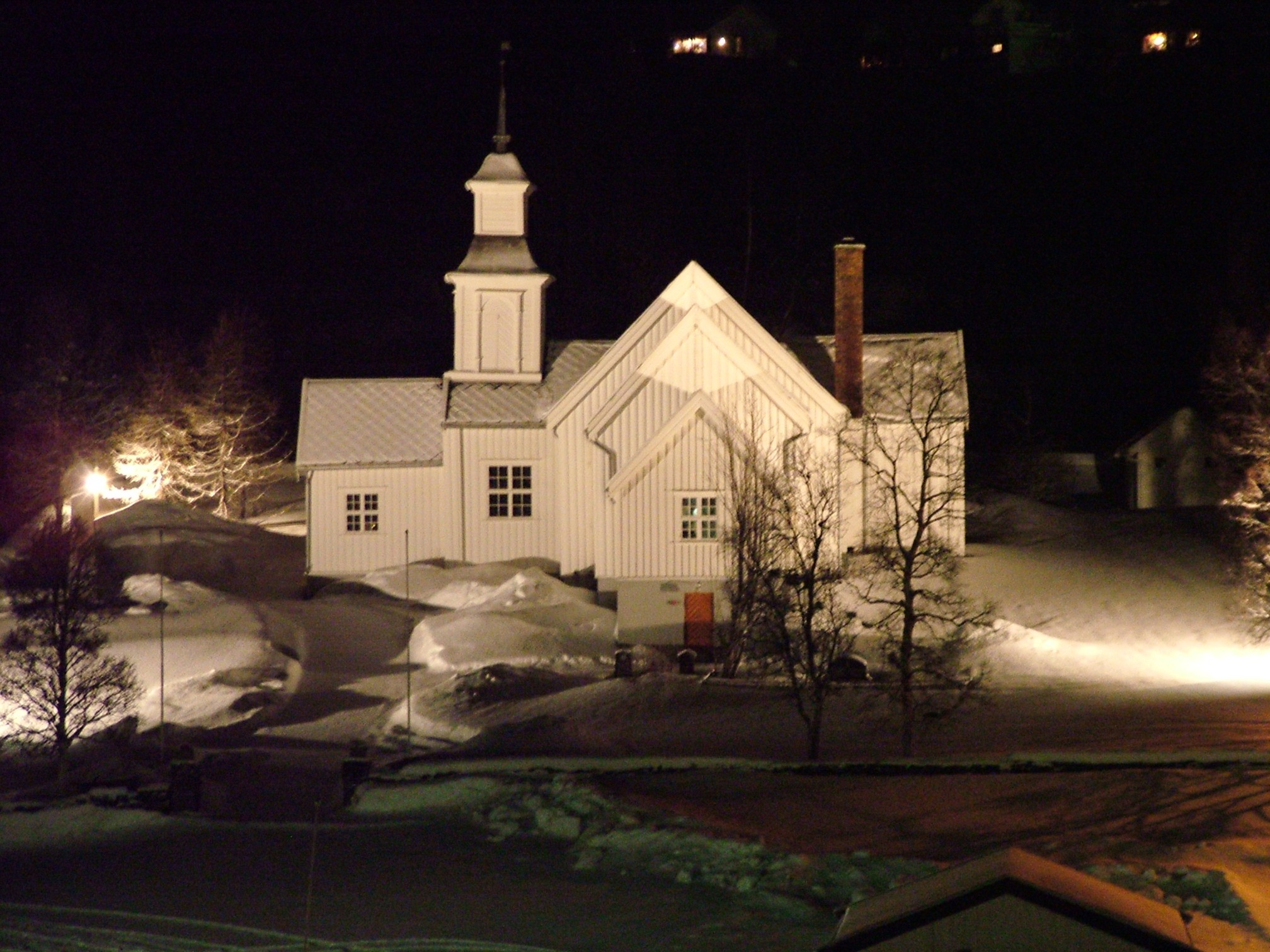
Skjervøy kirke

Die Gründung der Kommune Skjervøy erfolgte im Zuge der Einführung der lokalen Selbstverwaltung im Jahr 1837. Im Jahr 1863 wurde die Kommune Kvænangen von Skjervøy abgespalten. Skjervøy verblieb dabei mit 2785 Einwohnern, die neue Kommune Kvænangen hatte bei ihrer Gründung 1677 Einwohner. Drei Jahre später wurde von Skjervøy zudem die Kommune Nordreise mit 1057 Einwohnern abgespalten. Skjervøy verblieb nun mit 2096 Einwohnern. Zum Beginn des Jahres 1890 ging ein mit 32 Personen bewohntes Gebiet an Nordreisa über. Im Januar 1965 wurde ein Areal mit zwölf Einwohnern an Kvænangen übertragen. Zum 1. Januar 1972 ging ein Gemeindeteil Skjervøys mit 1556 Einwohnern an Nordreisa über. An Nordreisa ging erneut im Jahr 1982 ein Gebiet mit 128 Einwohnern über.
In der Kommune gibt es Funde von aus der Steinzeit stammenden samische Siedlungsstätten. Der Handelsplatz Skjervøy befand sich in der Vergangenheit lange in dem Besitz der Familie des Christen Michelsen Heggelund. Heggelunds Handelsmethoden wurden auch vom Schriftsteller Petter Dass beschrieben. Bekannt wurde der Ort Skjervøy am Ende des 19. Jahrhunderts durch das Anlegen der Fram mit Fridtjof Nansen nach einer dreijährigen Expedition im Polarmeer. Während des Zweiten Weltkriegs wurden im Oktober 1943 acht auf der Insel Arnøya stationierte Norweger, die Informationen über den Schiffsverkehr an die Alliierten schickten, hingerichtet.
In der Kommune befinden sich die Skjervøy kirke sowie die Arnøy kirke. Erstere ist eine Holzkirche aus dem Jahr 1728. Damit ist sie eine der ältesten noch bestehenden Kirchen der Region. Ihr Bau erfolgte auf Initiative des Missionars Thomas von Westen, der eine Kirche für die Missionierung von in der Gegend ansässigen Samen und Kvenen haben wollte. Die Arnøy kirke wurde 1978 fertiggestellt und ist ebenfalls eine Holzkirche.

## Wirtschaft und Infrastruktur

### Verkehr

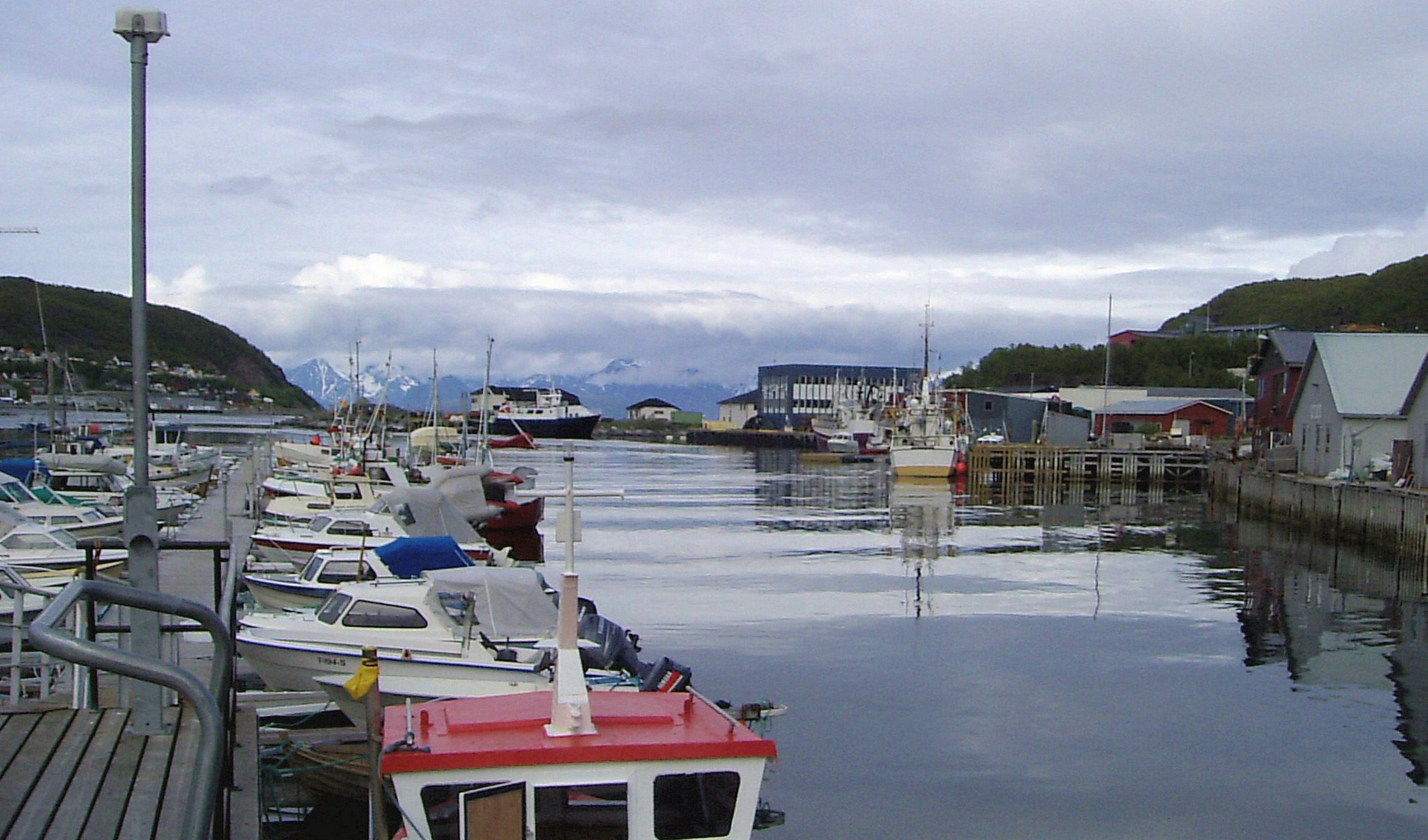
Hafen von Skjervøy

Vom Festland und der dort verlaufenden Europastraße 6 (E6) führt der Fylkesvei 866 durch den Straßentunnel Maursundtunnelen unter der Meerenge Maursundet auf die Insel Kågen und damit in die Gemeinde Skjervøy. Dort verläuft er an der Ostküste der Insel entlang, bis der Fylkesvei über eine Brücke auf die Skjervøya und in die Ortschaft Skjervøy führt. Zwischen den Inseln der Kommune bestehen zudem Fährverbindungen.
Der Hafen von Skjervøy wird von Schiffen der Hurtigruten angefahren.

### Wirtschaft
Von wirtschaftlich größerer Bedeutung für Skjervøy ist die Fischerei sowie die Fischverarbeitung. Die Lebensmittelindustrie, zu der die Fischverarbeitung zählt, ist der Industriezweig mit der mit Abstand größten Zahl an Arbeitsplätzen. Die Ortschaft Skjervøy gilt als wichtiger Fischereihafen in der Region Nord-Troms. Nur eine geringe Rolle spielt hingegen die Landwirtschaft. Mit der Zeit nahm die Bedeutung des Tourismus für die Kommune zu. Im Jahr 2020 arbeiteten von über 1400 Arbeitstätigen rund 1190 in Skjervøy selbst, jeweils über 50 Personen pendelten in die Kommunen Tromsø und Nordreisa.

## Name und Wappen
Das seit 1987 offizielle Wappen der Kommune zeigt den Kopf eines schwarzen Komoran auf silbernem Hintergrund. Skjervøy wurde etwa im Jahr 1520 als Skerffø und Skerfføenn erwähnt. Der Name setzt sich aus zwei Bestandteilen zusammen, wobei „-øy“ im Deutschen „Insel“ bedeutet. Der erste Teil leitet sich vom altnordischen Wort *skerfr ab und bedeutet etwa „nackter Boden“ oder „nacktes Gestein“.

## Persönlichkeiten
- Irene Larsen (* 1964), norwegisch-samische Lyrikerin
- Ørjan Larsen (* 1991), E-Sportler